# Hyparrhenia wombaliensis
Hyparrhenia wombaliensis là một loài thực vật có hoa trong họ Hòa thảo. Loài này được (Vanderyst ex Robyns) Clayton mô tả khoa học đầu tiên năm 1969.